# Piana degli Albanesi
Piana degli Albanesi är en stad och kommun i storstadsregionen Palermo, innan 2015 i provinsen Palermo, på Sicilien i Italien med albansk majoritetsbefolkning.Kommunen hade 6 157 invånare (2017). Staden är belägen 720 meter över havet.

## Historia

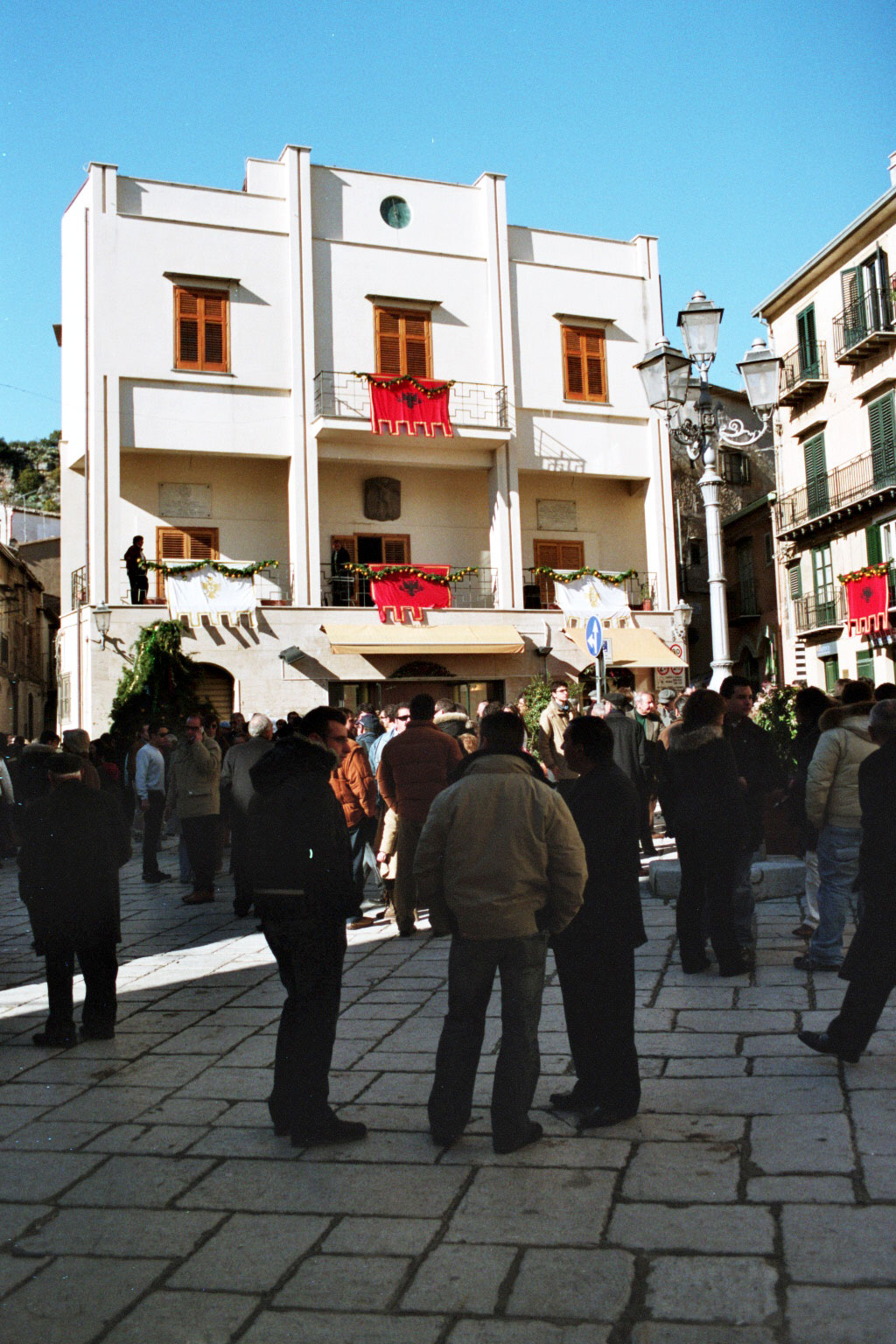
Rådhuset

Ursprungligen kallades Piana degli Albanesi för Hora vilket betyder stad. Den albanska benämningen för staden är Hora e Arbëreshevet. Den grundades 1488 av en grupp albanska flyktingar, mestadels soldater och deras familjer från nutida Albanien eller dåtida Arberias armé. Detta efter att deras dåtida konung Gjergj Kastrioti "Skenderbeg" avlidit pga sjukdom. De som kallade sig då och även idag för  arberesjer, flydde från den osmanska arméns framfart på Balkan. Kung John II av Spanien tillät dem bosätta sig i området. Sedan 1941 är den belägen på en kulle och under den finns det en konstgjord sjö.

## Näringsliv
Säd, vindruvor, oliver och grönsaker är de primära jordbruksprodukterna för byns ekonomi. Även avel av boskap och får är väl utspridd. Likaså hantverksprodukter som broderier i guldfärg, dockor i albanska dräkter, ikoner och keramik.

## Sevärdheter
De viktigaste landmärkena är bland annatChiesa di Santa Maria Odigitria (Sankt Mary Odigtrias kyrka) byggt 1644 efter ritningar av arkitekten Pietro Novelli. Chiesa di San Giorgio (Sankt George kyrka) som är stadens äldsta och Chiesa di San Vito (Sankt Vitus kyrka) som har en magnifik portal.

## Kultur
I Piana degli Albanesi finns en säregen och vacker påskfest. Vid infarten till staden tar två pianesi (det vill säga "invånare i Piana"), i sin typiska klädsel, emot besökare och ger dem några färgade ägg. Senare följer gudstjänsten och under den läses evangeliet upp på sju olika språk, bland annat arabiska. I slutet går ett långt processionståg längs gatorna och vid detta tillfälle är invånarna klädda i praktfulla albanska nationaldräkter.